# Zbyszko Włodarczak
Zbyszko Włodarczak (ur. 1967) – polski koszykarz, występujący na pozycji obrońcy, multimedalista mistrzostw Polski.

## Osiągnięcia
Drużynowe
- Mistrz Polski (1989, 1990)
- Wicemistrz Polski (1991)
- Brązowy medalista mistrzostw Polski (1987, 1988)